# أنيون (إيطاليا)
أنيون هي بلدية في مقاطعة إزرنية في منطقة مليزة بجنوب إيطاليا، حوالي 53 كيلومتر (33 ميل) شمال غرب كمبباسة. تشتهر أنيون بتصنيع الأجراس بواسطة Marinelli Bell Foundry.